# لورينزو بارسيلاتا

لورينزو بارسيلاتا

لورينزو بارسيلاتا (بالإسبانية: Lorenzo Barcelata)‏ (24 يونيو 1898 - 13 يونيو 1943) كان ملحنًا وممثلاً مكسيكيًا. توفي في مدينة مكسيكو بسبب الكوليرا، قبل وصوله بوقت قصير سن الخامسة والأربعين، لحن بارسيلاتا أغنية ماريا إيلينا الشهيرة عام 1936.

## حياته
انتقل إلى تامبيكو وأسس مع الملحن أرنستو كورتازار (Ernesto Cortázar) المجموعة الرباعية التاماوليبية (el Cuarteto Tamaulipeco). كانت لهذه المجموعة شهرة كبيرة في ولايتي فيراكروز ويوكاتان، وانتشرت شهرتها عالميًا عندما أرسلتها الحكومة المكسيكية في جولة إلى كوبا. كما قامت المجموعة الرباعية بجولة في الولايات المتحدة لمدة 52 أسبوعًا. وعندما قتل إثنين من أعضاء المجموعة الرباعية في حادث سيارة في ولاية نيو جيرسي ،عاد بارسيلاتا إلى المكسيك. وقام بارسيلاتا وكورتازار بإعادة تشكيل المجموعة الرباعية التاماوليبية مرة أخرى مع أعضاء جدد والوصول مجددًا إلى الشهرة العالمية.
انضم بارسيلاتا للسينما المكسيكية عام 1932، فلحّن لعدة أفلام، بدءًًا بفيلم حياة بأخرى (بالإسبانية: Una Vida por Otra)‏ عام 1932. كما لحن العديد من الأغاني، منها يد في يد (بالإسبانية: Mano a Mano)‏ عام 1932، ونفوس متقابلة (بالإسبانية: Almas Encontradas)‏ عام 1934، وماريا إيلينا (بالإسبانية: María Elena)‏ عام 1936، وسماء صغيرة جميلة (بالإسبانية: cielito lindo)‏ عام 1936. نمت شعبيته أكثر عام 1936 عندما تقمص شخصية مارتن في فيلم هناك في المزرعة الكبرى (بالإسبانية: Allá en el Rancho Grande)‏. كما مثل في فيلم تحت سماء المكسيك (بالإسبانية: Bajo el Cielo de México)‏ عام 1937. كما مثل في عدة أفلام سينمائية أخرى إلى آخر حياته، منها الزاندونغة (بالإسبانية: La Zandunga)‏ عام 1938، أسفل طريق المكسيك (بالإسبانية: Down México Way)‏ عام 1941، واستفاقة المزارع (بالإسبانية: Amanecer Ranchero)‏ عام 1942.

## وصلات خارجية
- لورينزو بارسيلاتا على موقع IMDb (الإنجليزية)
- لورينزو بارسيلاتا على موقع ميوزك برينز (الإنجليزية)
- لورينزو بارسيلاتا على موقع ديسكوغز (الإنجليزية)
- لورينزو بارسيلاتا على موقع قاعدة بيانات الفيلم (الإنجليزية)
- لورينزو بارسيلاتا على موقع كينوبويسك (الروسية)
- مقطع من أغنية ماريا إيلينا على شكل معزوفة من موقع اليوتيوب